# قائمة أكثر مقاتلي الفنون القتالية المختلطة من حيث النزالات
فنون القتال المختلطة (MMA) هي شكل من أشكال الرياضات القتالية التنافسية، تشبه الملاكمة أو موياي تاي أو الكيك بوكسينغ. وصلت مسابقة فنون الدفاع عن النفس في أشكال عديدة، بما في ذلك بانكريشن اليونانية تم تسجيل كل من فنون الدفاع عن النفس الرسمية والقتال غير المحظور، لكن فنون القتال المختلطة الحديثة تمتعت فقط بالتصديق من الرياضية الرسمية في العصر الحديث. تضم القائمة التالية مقاتلين مختلطين تنافسوا في معظم الجولات التي تمت المصادقة عليها وتنظيمها من قبل هيئة فرض عقوبات رسمية. يتضمن ذلك فنون القتال المختلطة وشوت فايتينغ، لكنه يستثني المباريات بأشكال محددة، مثل الملاكمة أو الجرابلينج أو المصارعة. كما أنه يستبعد أي نزالات غير منظمة.

## قائمة المقاتلين
| المقاتل       | النزالات | الفوز | الخسارة | التعادل | بدون فائز | الملاحظات                                                                  |
| ------------- | -------- | ----- | ------- | ------- | --------- | -------------------------------------------------------------------------- |
| ترافيس فولتون | 320      | 255   | 54      | 10      | 1         | صاحب الرقم القياسي لأكثر عدد من الانتصارات                                 |
| شانون ريتش    | 153      | 58    | 87      | 0       | 4         | أول نزال في 1998                                                           |
| دان سيفيرن    | 127      | 101   | 19      | 7       | 0         |                                                                            |
| جيريمي هورن   | 118      | 91    | 22      | 5       | 1         |                                                                            |
| بريان روبنسون | 113      | 46    | 67      | 0       | 0         | نتيجة واحدة فقط ليس عن طريق الضربة القاضية أو الإخضاع (خسارة بقرار الحكام) |
| دينيس ريد     | 105      | 45    | 59      | 1       | 0         |                                                                            |
| إكوهيسا مينوا | 102      | 59    | 35      | 8       | 0         | 1–8–1 في أول عشر مباريات                                                   |
| بول جنكينز    | 98       | 40    | 48      | 8       | 2         |                                                                            |
| يوكي كوندو    | 94       | 57    | 28      | 9       | 0         |                                                                            |
| جوناثان آيفي  | 90       | 32    | 57      | 0       | 1         |                                                                            |
| أدريان سيرانو | 89       | 56    | 29      | 4       | 0         |                                                                            |
| ترافيس ويف    | 89       | 70    | 18      | 0       | 1         |                                                                            |